# Maja Bitenc
Maja Bitenc (rojena Pavšič) je raziskovalka na podoktorskem projektu in univerzitetna predavateljica na Oddelku za slovenistiko Filozofske fakultete Univerze v Ljubljani.

## Življenje in delo
Po končani gimnaziji je študirala slovenščino in angleščino na Filozofski fakulteti Univerze v Ljubljani. Med omenjenim študijem je en semester preživela v Nemčiji na Univerzi v Tübingenu.
Njena slovenistična diplomska naloga o slovenščini v Nemčiji je bila nagrajena s Prešernovo nagrado Filozofske fakultete in nagrado Urada Vlade Republike Slovenije za Slovence v zamejstvu in po svetu.
Kot mlada raziskovalka se je posvetila predvsem sociolingvistiki. Prejela je tudi priznanje Filozofske fakultete za najboljše disertacijsko delo.
Svoje težnje po raziskovanju potešuje v okviru podoktorskega projekta Sociolingvistična variantnost govorjene slovenščine na primeru mobilnih govorcev: Viri, metode in analiza, kjer raziskuje raznolikosti govorjene slovenščine, jezikovnih stališč ter povezave med jezikom in identiteto.
Kot docentka je zaposlena na Filozofski fakulteti v Ljubljani in ima naziv doktorice jezikovnih znanosti.

## Interesna področja
Sociolingvistika, jezikovna variantnost in jezikovne spremembe, socialna psihologija jezika, jezikovna stališča, jezik in identiteta, jezikovna politika in jezikovno načrtovanje, (perceptivna) dialektologija, korpusno jezikoslovje, kritična analiza diskurza, etnografija komunikacije...

## Nagrade in štipendije
- 2017     Priznanje Filozofske fakultete Univerze v Ljubljani za najboljšo doktorsko disertacijo na področju jezikoslovja za disertacijo Variantnost govorjene slovenščine pri geografsko mobilnih osebah
- 2006     Nagrada Urada Vlade RS za Slovence v zamejstvu in po svetu za diplomsko delo Slovenščina in njeno poučevanje pri slovenskih zdomcih na Nagradnem natečaju za diplomska, magistrska in doktorska dela na področju Slovencev v zamejstvu in po svetu
- 2005     Prešernova nagrada Filozofske fakultete Univerze v Ljubljani za delo Slovenščina in njeno poučevanje pri slovenskih zdomcih
- 2011–2013     Štipendija Ustanove p. Stanislava Škrabca za odlične študente slovenistike, slavistike, klasične filologije in splošnega in primerjalnega jezikoslovja
- 2004     Štipendija Socrates-Erasmus za študij v tujini

## Zaposlitve
- 2019–     Vodja in raziskovalka na podoktorskem projektu Sociolingvistična variatnost govorjene slovenščine na primeru mobilnih govorcev: Viri, metode in analiza na Oddelku za slovenistiko FF UL
- 2017–2018     Raziskovalka na programu Slovenski jezik – bazične, kontrastivne in aplikativne raziskave ter projektih Slovenska znanstvena besedila: viri in opisi in Viri, metode in orodja za razumevanje, prepoznavanje in razvrščanje različnih oblik družbeno nesprejemljivega diskurza v informacijski družbi na Oddelku za prevajalstvo FF UL
- 2008–2016     Mlada raziskovalka in od 2010 asistentka na Oddelku za slovenistiko FF UL
- 2007–2008     Učiteljica angleščine na Gimnaziji Želimlje; opravljen strokovni izpit za strokovne delavce na področju vzgoje in izobraževanja (oktober 2007)
- 2006     Učiteljica slovenščine, angleščine in klekljanja na Osnovni šoli Brinje Grosuplje

## Nekatere druge delovne izkušnje
- 2004–2007     Sodelavka pri projektu Promoting Tolerance through Literature Posebne skupine za literaturo in kulturo pri Slovenskem društva učiteljev angleškega jezika IATEFL Slovenia
- 2001–2005     Asistentka, prevajalka in tolmačka na šolah slovenščine, učiteljica slovenščine pri Centru za slovenščino kot drugi/tuji jezik Filozofske fakultete UL
- 2004–2005     Urednica in lektorica pri časopisu Idrijske novice
- 2002–2005     Voditeljica programa na Radiu Odmev

## Dela

### Z jezikom na poti med Idrijskim in Ljubljano (monografija)
Monografija predstavlja študijo primerov, pri kateri se metodološko prepletata kvantitativna analiza govora ter kvalitativna analiza podatkov iz sociolingvističnih intervjujev in etnografske študije jezikovnega obnašanja preko opazovanja z udeležbo. Obravnava pet geografsko mobilnih informantov, ki se dnevno ali tedensko vozijo z Idrijskega v Ljubljano v šolo oz. službo, in se posveča variantnosti govorjenega jezika in družbenemu pomenu jezikovnih izbir. Te teme se pri slovenščini, za katero je značilna visoka stopnja zemljepisne raznolikosti z različno stopnjo medsebojne razumljivosti in prestiža posameznih varietet, zlasti v današnjem času, ko je geografska mobilnost vse pogostejši pojav, zdijo zelo relevantne. Monografija se osredotoča na avtentično jezikovno prakso, različne strategije govornega obnašanja ter aktualna sociopsihološka vprašanja o povezavi med jezikom in identiteto, o jezikovnih stališčih in izkušnjah z rabo različnih varietet v različnih okoljih (Bitenc 2016, uvod).

### Variantnost govorjene slovenščine pri geografsko mobilnih osebah (doktorska disertacija)
Raziskava se osredotoča na proučevanje variantnosti govorjene slovenščine pri posameznikih z
Idrijskega, ki se šolajo oz. delajo v Ljubljani. Gre za dnevno ali tedensko geografsko mobilne govorce,
ki v prvotnem okolju vsaj v neformalnih govornih položajih pretežno govorijo lastno narečje, v
osrednjeslovenskem prostoru pa v komunikaciji z govorci drugih varietet uporabljajo različne strategije
govornega obnašanja (Bitenc 2016, 5).

### Monografija
- Bitenc, Maja, 2016: Z jezikom na poti med Idrijskim in Ljubljano. Ljubljana: Znanstvena založba Filozofske fakultete Univerze v Ljubljani. (COBISS)

### Izvirni znanstveni članki
- Bitenc, Maja, 2021: Narečni govori in sociolingvistične razmere na Idrijskem. Idrijski razgledi 66/1. 24—34. (COBISS)
- Bitenc, Maja, 2014: Tehnika prikritih dvojic: primerjava in kritično ovrednotenje dveh poskusov. Annales: anali za istrske in mediteranske študije= annali di Studi istriani e mediterranei = annals for Istrian and Mediterranean studies. Series historia et sociologia 24/2. 319—330. (COBISS)
- Bitenc, Maja, 2006: Slovenščina in njeno poučevanje pri slovenskih zdomcih: raziskava med učenci dopolnilnega pouka slovenskega jezika in kulture v Baden-Würtembergu. Jezik in slovstvo 54/3. 55—69. (COBISS)
- Bitenc, Maja, 2014: Stališča gimnazijcev do slovenskih jezikovnih zvrsti: raziskava s tehniko prikritih dvojic. Annales : anali za istrske in mediteranske študije= annali di Studi istriani e mediterranei= annals for Istrian and Mediterranean studies. Series historia et sociologia 24/2. 307—318. (COBISS)

### Sestavni deli monografij
- Bitenc, Maja, 2021: Med realnostjo in samooceno jezikovne rabe. Bitenc, Maja, Stabej, Marko, Žejn, Andrejka (ur.): Sociolingvistično iskrenje. Ljubljana: Znanstvena založba Filozofske fakultete Univerze v Ljubljani. 35—56 (COBISS)
- Bitenc, Maja, 2020: Izkušnje in stališča glede jezikovne rabe v šolskem in obšolskem prostoru. Vogel, Jerica (ur.): Slovenščina - diskurzi, zvrsti in jeziki med identiteto in funkcijo. Ljubljana: Znanstvena založba Filozofske fakultete. 225-232. (COBISS)
- Bitenc, Maja, 2013: Z Idrijskega v Ljubljano: sociolingvistični pogled. Naterer, Andrej (ur.): Socializacija in socialne formacije Zv. 12/13. Maribor: Subkulturni azil, zavod za umetniško produkcijo in založništvo. 106-125. (COBISS)
- Bitenc, Maja, 2009: Jezik za katedrom: pogledi dijakov na narečje oziroma knjižni pogovorni jezik. Stabej, Marko (ur.): Infrastruktura slovenščine in slovenistike (Obdobja 28, Simpozij). 75-81. (COBISS)
- Bitenc, Maja, 2013: Slovene, between purism and plurilingualism. Vila, F. Xavier (ur.): Survival and development of language communities: prospects and challenges (Multilingual Matters, 150). Bristol; Buffalo; Toronto: Multilingual Matters. 58—80. (COBISS)

### Poljudni članki
- Jezikovna Slovenija:[3]